# Asyndetus interruptus
Asyndetus interruptus är en tvåvingeart som först beskrevs av Friedrich Hermann Loew 1861.  Asyndetus interruptus ingår i släktet Asyndetus och familjen styltflugor.
Artens utbredningsområde är Florida. Inga underarter finns listade i Catalogue of Life.